# (8890) Montaigne
(8890) Montaigne (1994 PS37) – planetoida z pasa głównego asteroid okrążająca Słońce w ciągu 5,6 lat w średniej odległości 3,15 au. Odkryta 10 sierpnia 1994 roku.